# Генерал армии (Чехия)
Генерал армии (чеш. Armádní generál) — высшее воинское звание в Сухопутных войсках и ВВС Чехии, следует за званиями генерал-поручика, генерал-майора и бригадного генерала (до 1999 г. — генерал-полковника, генерал-поручика и генерал-майора).
Чехия является одной из немногих стран Восточной Европы, в которых звание генерала армии сохранено после падения коммунистического режима и присваивается по настоящее время. В большинстве бывших социалистических стран это звание упразднено в целях соответствия стандартам НАТО.
Знак отличия — четыре больших золотых звезды в ряд на погоне. В литературе часто указывается как «армейский генерал».

## Список генералов армии Чехии
- 22 сентября 1993 — Карел Пезл[чеш.] (1927—2022)
- 8 мая 2002 — Иржи Шедивый (род. 1953)
- 8 мая 2006 — Павел Штефка[чеш.] (род. 1954)
- 14 ноября 2008 — Томаш Седлачек (1918—2012)
- 28 октября 2009 — Властимил Пицек (род. 1956)
- 8 мая 2014 — Петр Павел (род. 1961)
- 8 мая 2016 — Йосеф Бечварж[чеш.] (род. 1958)
- 28 октября 2018 — Алеш Опата[чеш.] (род. 1964)
- 8 мая 2019 — Эмил Бочек[чеш.] (1923—2023)
- 8 мая 2022 — Иржи Неквасил[чеш.] (род. 1948)